# Chinle (Arizona)
Chinle est une census-designated place dans le comté d'Apache, dans l'Arizona. En 2010, population s'élève à 4 518 habitants.

## Démographie
| Groupe            | Chinle | Arizona | États-Unis |
| ----------------- | ------ | ------- | ---------- |
| Amérindiens       | 91,4   | 4,6     | 0,9        |
| Blancs            | 6,3    | 73,0    | 72,4       |
| Métis             | 1,7    | 3,4     | 2,9        |
| Afro-Américains   | 0,3    | 4,1     | 12,6       |
| Asiatiques        | 0,3    | 2,8     | 4,8        |
| Autres            | 0,1    | 12,1    | 6,4        |
| Total             | 100    | 100     | 100        |
|                   |        |         |            |
| Latino-Américains | 2,6    | 29,7    | 16,7       |

Selon l'American Community Survey, pour la période 2011-2015, 55,45 % de la population âgée de plus de 5 ans déclare parler l'anglais à la maison, 41,21 % déclare parler le navajo, 2,24 % l'espagnol et 1,1 % une autre langue amérindienne.

## Tourisme
Chinle est la porte d'entrée du monument national du Canyon de Chelly, dont l'office de tourisme et le seul hôtel – le Thunderbird Lodge – se trouvent immédiatement à l'est du centre-ville. 

## Personnalités de Chinle
- Tiffiney Yazzie, photographe.